# Asura orsova
Asura orsova är en fjärilsart som beskrevs av Swinhoe 1903. Asura orsova ingår i släktet Asura och familjen björnspinnare. Inga underarter finns listade i Catalogue of Life.